# Otto Volk (Historiker)
Otto Volk  (* 9. November 1950 in Boppard) ist ein deutscher Historiker.

## Leben
Volk studierte ab 1972 Geschichte, Politikwissenschaften und Philosophie an der Philipps-Universität Marburg. 1977 legte er die Erste Staatsprüfung für das Lehramt an Gymnasien mit einer Arbeit zur Wirtschaftsgeschichte des Klosters Eberbach ab. 1979/1980 war er Wissenschaftlicher Mitarbeiter in dem von  Reinhard Schneider geleiteten Forschungsprojekt „Zisterzienser“ in Marburg, sowie 1983–1988 wissenschaftlicher Mitarbeiter im Fach Mittelalterliche Geschichte in Marburg. 1988 wurde er mit einer Untersuchung zu „Wirtschaft und Gesellschaft am Oberen Mittelrhein vom 12. bis zum 16. Jahrhundert“ zum Dr. phil. an der Philipps-Universität Marburg promoviert.
Von 1988 bis 1989 war er als Wissenschaftlicher Mitarbeiter am Hessischen Flurnamenarchiv an  der Justus-Liebig-Universität Gießen tätig. Seit 1989 wirkte er als Akademischer Rat bzw. Oberrat am Fachbereich Geschichte und Kulturwissenschaften in Marburg. Er wurde im Jahr 2000 im Fach Landesgeschichte habilitiert und zum Privatdozenten, 2006 wurde er außerplanmäßiger Professor an der Philipps-Universität Marburg ernannt, wo er in den Fächern Landesgeschichte und Wirtschafts- und Sozialgeschichte lehrte. Seit 2003 bis zu seinem Eintreten in den Ruhestand wirkte er als Akademischer Oberrat im Hessischen Landesamt für geschichtliche Landeskunde und war u. a. mit dem Aufbau der Marburger Seite Computatio zur Quellengattung der Rechnungen in Spätmittelalter und früher Neuzeit, des  Landesgeschichtlichen Informationssystems Hessen (LAGIS) betraut.
Seit 2013 leitet er den Arbeitskreis Industriekultur Mittelhessen.

## Mitgliedschaften
- Historische Kommission für Hessen
- Historische Kommission für Nassau
- Hessische Historische Kommission Darmstadt
- Kommission für die Geschichte der Juden in Hessen

## Veröffentlichungen

### Monographien
- Salzproduktion und Salzhandel mittelalterlicher Zisterzienserklöster (= Vorträge und Forschungen, hrsg. vom Konstanzer Arbeitskreis für mittelalterliche Geschichte, Sonderband 30), 1984.
- Die Rechnungen  der mainzischen  Verwaltung in Oberlahnstein  im Spätmittelalter (= Veröffentlichungen der Historischen Kommission für Nassau 47), XII u. 941 S., 1990.
- Boppard   im Mittelalter. In: Boppard. Geschichte einer Stadt am Mittelrhein, hrsg. von Heinz E. Mißling. Erster Band, 1997, S. 61–412.
- Wirtschaft und Gesellschaft am  Oberen Mittelrhein vom 12. bis zum  16. Jahrhundert (= Veröffentlichungen der Historischen Kommission für Nassau 53), XII u. 1041 S., 1998.
- Die Wohnungen der Kameralen in Wetzlar. Verzeichnis der Häuser und Wohnungen der Angehörigen des Reichskammergerichts (1689/93–1806) (= Quellen und Forschungen zur Höchsten Gerichtsbarkeit im Alten Reich / 39), 2001.
- Hinterländer Feldpostbriefe 1914–1918. Soldaten aus dem Hessischen Hinterland an den Fronten des Ersten Weltkriegs (= Beiträge zur Geschichte des Hinterlandes, Band XI), 2016, 507 S.

### Aufsätze (Auswahl)
- Weinbau und Weinabsatz im späten Mittelalter. Forschungsstand und Forschungsprobleme. In: Weinbau,  Weinhandel  und Weinkultur. Sechstes Alzeyer  Kolloquium, hrsg. von Alois Gerlich (= Geschichtliche Landeskunde Bd. 40), 1993, S. 49–163.
- „Nit klein aufruor in dem Hailigen Reiche ...“. Der Bopparder Krieg von 1497. In: Jahrbuch für westdeutsche Landesgeschichte 23, 1997, S. 139–256.
- Von Grenzen ungestört – auf dem Weg nach Aachen. Die Krönungsfahrten der deutschen Könige im späten Mittelalter. In: Grenzen erkennen – Begrenzungen überwinden. Festschrift für Reinhard Schneider zur Vollendung seines 65. Lebensjahrs, Sigmaringen 1999, S. 263–297.
- Computatio. Das Marburger Informationsportal zu Rechnungen des Mittelalters und der Frühen Neuzeit. In: Digitalisierte Vergangenheit. Datenbanken und Multimedia von der Antike bis zur frühen Neuzeit, hrsg. von Florian Krüpe und Christoph Schäfer (= Philippika. Marburger altertumskundliche Abhandlungen 5), Marburg 2005, S. 67–80.
- Industriekultur und Personengeschichte in Mittelhessen. In: Mitteilungen des Instituts für Personengeschichte. Förderkreis der Stiftung Personengeschichte 19, 2016, 2. Ausgabe, S. 12–17.
- Die Verkehrsinfrastruktur. In: 100 Jahre Moderne in Hessen. Von der Reichsgründung bis zur Ölkrise. Ein Architekturführer, hrsg. von Kai Buchholz und Philipp Oswalt, 2019, S. 127–156.
- Für Kaiser, Volk und Vaterland. Gefallenenlisten des Ersten Weltkriegs und ihre zeit- und personengeschichtlichen Aussagen. In: Archiv für Familiengeschichtsforschung 23. Jg., Heft 3 / 2019, S. 89–113. – Fortsetzung ebd. Heft 4 / 2019, S. 122–139.
- Engelhard Herwig (1737–1817). Ein illegitimer Landgrafensohn als frühindustrieller Hüttenmann. In: Mehr als Stadt, Land, Fluss. Festschrift für Ursula Braasch-Schwersmann, 2020, S. 111–115.

### Herausgeberschaften
- (zus. mit Horst Wolfgang Böhme) Burgen als Geschichtsquelle. 1. Marburger Mittelaltertagung der Arbeitsgruppe „Marburger Mittelalterzentrum (MMZ)“ 11. und 12. Oktober 2002 (= Kleine Schriften aus dem Vorgeschichtlichen Seminar Marburg, Heft 54), Marburg 2003.
- (zus. mit Christian Kleinschmidt) Industriekultur an Lahn und Dill. Ausstellung des Hessischen Landesamts für geschichtliche Landeskunde und des Instituts für Wirtschafts- und Sozialgeschichte der Universität Marburg (= Beiträge zur hessischen Wirtschaftsgeschichte 8), Darmstadt 2013.